# 山口県立田部高等学校
山口県立田部高等学校（やまぐちけんりつ たべこうとうがっこう）は、山口県下関市菊川町田部に所在する公立高等学校。

## 設置学科
- 普通科
- 総合生活科

## 沿革
- 1907年9月1日 - 豊東村立女子実業補習学校を設立。
- 1923年3月31日 - 豊東村立田部実科高等女学校設立を許可、5月1日開校。
- 1929年4月1日 - 実科を廃し本科4年制を採用し、名称を山口県田部高等女学校と変更。
- 1934年3月27日 - 豊浦郡豊東村・岡枝村・楢崎村・豊田下村・吉田村の五ヶ村組合認可。
- 1938年4月1日 - 山口県に移管し、山口県立田部高等女学校と改称。
- 1948年4月1日 - 山口県立田部女子高等学校となる。
- 1949年4月1日 - 西市農業高等学校と統合し、山口県立豊浦東高等学校となり男女共学実施。
- 1950年9月1日 - 定時制普通科を併設。
- 1952年4月1日 - 西市校舎と分離独立、山口県立田部高等学校となる。
- 1956年3月31日 - 定時制廃止。
- 1963年4月1日 - 家庭科を廃し、新たに家政科発足。
- 1997年4月1日 - 家政科を総合生活科に改編。
- 2025年 - 普通科・総合生活科の生徒募集を停止。

## 著名な出身者
- 赤江瀑 - 小説家（学区制施行(1949年)のため山口県立豊浦高等学校より転入）
- 黒川和樹 - 陸上競技選手